# Znotrajmožganska krvavitev
Znotrajmožganska ali intracerebralna krvavitev (tudi samo možganska krvavitev) pomeni krvavitev v možganovino. Gre za obliko znotrajlobanjske (intrakranialne) krvavitve. Običajno krvavitev prizadene tako možganovino kot možganske prekate; krvavitev v možganski prekat imenujemo intraventrikularna krvavitev. Pojavijo se lahko naslednji simptomi: glavobol, oslabelost polovice telesa, bruhanje, krči, okrnjena zavest in otrdelost vratu. Pogosto se pojavi tudi vročina. Pogosto simptomi s časom postajajo hujši.
Med možnimi vzroki znotrajmožganske krvavitve so možganska poškodba, anevrizma, arteriovenska nepravilnost in možganski tumor. Najpomembnejša dejavnika tveganja za samoodsebno (spontano) znotrajmožgansko krvavitev sta povišan krvni tlak in amiloidoza. Drugi dejavniki tveganja so še alkoholizem, nizke vrednosti holesterola, uporaba zdravil za redčenje krvi ter zloraba kokaina. Diagnoza praviloma temelji na slikanju z računalniško tomografijo. S podobnimi znaki in simptomi kot znotrajmožganska krvavitev se kaže tudi ishemična možganska kap.
Zdravljenje poteka v enotah intenzivne nege. Smernice za obravnavo bolnika z znotrajmožgansko krvavitvijo priporočajo znižanje krvnega tlaka, in sicer na vrednost sistoličnega tlaka največ 140 mmHg. Čim prej je treba izničiti učinek zdravil za redčenje krvi, ki jih bolnik morebiti uporablja, ter zagotoviti raven krvnega sladkorja v normalnih mejah.Za ublažitev možganskega edema se lahko kirurško opravi ventrikularna drenaža, kortikosteroidi pa se ne smejo uporabiti. V določenih primerih se lahko krvavitev kirurško odstrani.
Znotrajmožganska krvavitev letno prizadene okoli 2,5 na 10.000 ljudi. Pogostejša je pri moških in pri starostnikih. Okoli 44 % bolnikov umre v roku enega meseca od nastopa znotrajmožganske krvavitve. Dobro prognozo ima okoli 20 % bolnikov.